# Xenofreini
Xenofreini – plemię chrząszczy z rodziny kózkowatych i z podrodziny zgrzypikowych. 

## Zasięg występowania
Przedstawiciele tego plemienia występują w Ameryce Południowej i Północnej od płd. Meksyku po płn. Argentynę.

## Systematyka
Do Xenofreini należy 59 gatunków i 3 rodzaje:
- Curiofrea
- Oroxenofrea
- Xenofrea